# Jesus Culture

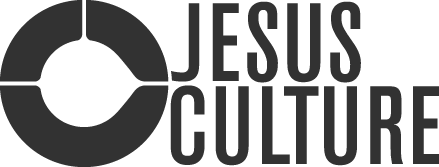
Jesus Culture

Jesus Culture is een christelijke kerk en jongerenorganisatie uit Sacramento in de Amerikaanse staat Californië. De organisatie is in Nederland vooral bekend vanwege hun worshipband. De organisatie organiseert jaarlijkse driedaagse conferenties in Redding, Orange County, Las Vegas, Cleveland, Fort Worth, Chicago, Atlanta, Engeland en Australië. Jesus Culture is ontstaan vanuit en verbonden aan de Bethel Church in Redding.

## Bezetting
De bezetting van de band wisselt sinds 1999 regelmatig. Gezichten van de band zijn aanbiddingsleiders Kim Walker-Smith, Chris Quilala, Jake Hamilton, Kristine Dimarco, Brian en Katie Torwalt en Heather Clark. Momenteel bestaat de liveband verder uit Jeffrey Kunde (leadgitaar), Brandon Aaronson (bas), Ian McIntosh (toetsen) en Josh Fisher (drums). Muzikaal gezien is de band vergelijkbaar met bands als Hillsong United.

## Discografie
- Everything (2006)
- We Cry Out (2007)
- Your Love Never Fails (2008)
- Consumed (2009)
- My Passion (EP) (2010)
- Come Away (2010)
- Awakening (Live From Chicago) (2011) #133 CAN[2]
- Emerging Voices (2012)
- Live from New York (2012)
- Unstoppable Love (2014)
- Let It Echo (2016)
- Love Has A Name (2017)
- Living With A Fire (2018)